# Tantoyuca
Tantoyuca (en huasteco, Tam-tuyik) es una ciudad mexicana perteneciente a la región Huasteca Alta, en el estado de Veracruz. Es la cabecera del municipio homónimo.
Popularmente es conocida como «la Perla de las Huastecas». La ciudad se ubica en la Zona norte del estado; aproximadamente a 243 km de distancia de la capital estatal, Xalapa-Enríquez, y a 233 km de la Ciudad de México.

## Historia
Tantoyuca fue conquistada por los Huastecos durante la Conquista de México. Fue conquistada por la Triple Alianza. Se elevó a la categoría de villa en el 12 de abril de 1850 y a ciudad el 25 de julio de 1901.
Conquistada por huastecos tenek que llegaron a Acececa (lugar de agua fría) provenientes del norte y huastecos náhuatl del sur; descendientes de toltecas o Zoques-Maya y Aztecas respectivamente, en el año de 1519 (siglo XVI) aproximadamente.
Fue evangelizada por frailes agustinos a partir de 1527, quienes construyeron la capilla de Santiago Apóstol del 26 de julio de 1543 al 25 de julio de 1557 bajo la responsabilidad del Fraile Andrés de Mata, por orden del Virrey Don Antonio de Mendoza. A partir de esa fecha se llamó Tantuyic de Santiago Apóstol. Al transcurrir los años, las primeras familias de origen español que vinieron a radicarse y se instalaron en el primer cuadro, en el centro del poblado, fueron: Los Melo, Ostos y Herrera, que dieron lugar al origen de los primeros mestizos y criollos al procrear con los aborígenes.
El número de habitantes fue creciendo, de tal manera que Tantoyuca, como le nombraron ya los mestizos y criollos, fue elevada a la categoría de cantón en el año de 1825, pero fue reconocido hasta el 18 de noviembre de 1857; al que pertenecieron los pueblos de Chalma, Chiconamel, Chontla, Ixcatepec, Platón Sánchez y Tempoal; y, a partir de esa fecha fue gobernada por Jefes Políticos hasta el año de 1919 siendo un total que reporta la Historia de 16 y de 1920 al 2008: 4 Presidentes de Administración Civil, 3 de Consejos Municipales, 4 Por Ministerio de Ley y 35 Constitucionales. Repitieron dos periodos 1 Jefe Político y 5 Presidentes Municipales.
El número de habitantes de la aldea de Tantoyuca, le permitió que el Gobierno del Estado según decreto Núm, 123 de fecha 12 de abril de 1850 firmado Miguel Palacios, se le reconociera como Villa.
En el transcurso del siguiente medio siglo, venían tianguistas del Estado de Hidalgo principalmente de Tulancingo y Zacualtipán, semanalmente, que los lugareños llamaban arribeños o shingueres, los que traían a la venta, principalmente ropa y calzado y con el tiempo, prefirieron radicarse en el poblado, en igual forma lo hicieron más españoles, israelíes, italianos, franceses, polacos, ingleses, etc. Quienes se dedicaron al comercio, la agricultura y la ganadería, por ello, por el decreto N.º 11 de fecha 4 de julio de 1901 firmado por el gobernador Teodoro A. Dehesa y representantes del Poder Legislativo, a la villa de Tantoyuca se la eleva a la categoría de ciudad y, por su progreso cultural, se le da el calificativo de La Perla de las Huastecas.
De la ciudad
Tantoyuca fue conquistada por la Triple Alianza a fines del siglo XV. En el siglo XVI, la fecha más antigua en la que se le alude como municipio es la del 15 de enero de 1918; la población fue cabecera de la alcaldía mayor de Pánuco, Durante el Levantamiento de los Totonacas de Papantla fue ocupada por M. Olarte (1836-1837), Los Huastecos se levantaron con Santiago Esteves y Luciano Velásquez (1845), en 1848 Juan N. Llorente llamó a combatir la invasión de EUA y proclamó:
El PLAN DE TANTOYUCA, en el que manifestaba que todas las propiedades territoriales serían comunes a todos los ciudadanos de la República Mexicana.
Fueron reprimidos en 1849, el 9 de agosto de 1856 los obreros indígenas y proletarios proclamaron un segundo Plan, redactado por Rafael Díaz, más radical que el anterior, Al promulgarse la Constitución Liberal en 1857, el Congreso Veracruzano erigió el cantón de Tantoyuca. La Villa fue tomada por los Liberales de Jesús Andrade en 1858 y permaneció en poder de los Republicanos hasta 1864, cuando fue ocupada por la contra guerrilla de Charles Dupín. Al ocurrir la conquista española, era una aldea del viejo pueblo de Metlatepec, y fue un lugar escogido para la segregación de indígenas, estableciéndose el convento de Santiago, en ocasiones asiento de alcaldía mayor. Por decreto de 12 de abril de 1850 le fue concedido él título de Villa y a partir del 25 de julio de 1901, por decreto le fue concedido él título de ciudad.
De la Educación
Las únicas escuelas oficiales fueron primero la Cantonal “Bernardo Couto” exclusivamente para varones y al término del siglo abrió sus puertas la “Leona Vicario” para niñas y como tal, tenía que ser dirigida por una dama, en el edificio donde funcionó primeramente como la única preparatoria o escuela de bachilleres que se conoció en la parte norte del Estado de Veracruz sostenida por los ganaderos por ser el sector más rico de esa época. Los profesores y profesoras tenían por obligación de, asistir a los servicios religiosos, aún en pleno siglo XX, cuando ya se tienen noticias de que los Directores de las Escuelas Oficiales, en la Cantonal “Bernardo Couto” suplió al Maestro Z. Meraz, el Profr. Librado Parra , a él se debió el primer periódico que circuló en Tantoyuca en el año de 1901, donde fueron publicadas las festividades septembrinas cuando gobernaba como jefe político Efrén M. Reyna, fecha en que se dio a conocer la elevación de la villa de Tantoyuca a la categoría de ciudad.
En el año de 1925, la escuela primaria “José María Morelos y Pavón” en la calle Libertad, donde además de impartir las clases de Gramática, Aritmética, Zoología, Botánica, Física, Química, Anatomía, Geografía, Historia de México y Universal, Geografía, Educación Moral, Inglés (optativo) y Educación Física, se leían pasajes de la Biblia del reformista Martín Lutero.
En estos planteles, no obstante haberse ordenado la aplicación del sistema fonético, solía aplicarse el arraigado Sistema Lancasteriano, en las que los alumnos más adelantados, se hacían cargo de los grupos inferiores, es decir, especie de monitores. Hasta el año de 1956, fue costumbre que, a las escuelas de la ciudad (Urbanas) los alumnos eran convocados al ingreso a clases diariamente por veinte toques que se daban en el campanario de la capilla y fueron conocidas por las famosas veintes que se oían en todo el pueblo, tanto por la mañana como por la tarde.

## Plan de Tantoyuca
Plan de Tantoyuca, 7 de enero de 1848.
Primer manifiesto comunista en el mundo
En el pueblo de Tantoyuca, cabecera del departamento de Tampico, perteneciente al Estado libre y soberano de Veracruz, reunidos los ciudadanos que forman su asamblea nacional, en la loma llamada de Santo Domingo, previa invitación que para el efecto les hizo el ciudadano teniente coronel y subprefecto del partido de Chicontepec, Juan N. Llorente, con el objeto de acordar todo lo conveniente para restablecer el orden y tranquilidad pública con todos los pueblos, como asimismo todo lo concerniente a la defensa del territorio nacional invadido injustamente por las fuerzas del gobierno, acordaron por unanimidad y como único remedio de nuestros males públicos lo siguiente:
Articulo 1°. En atención a que el gobierno de los Estados Unidos Americanos aspira a la conquista de nuestro territorio, se invita a todos los mexicanos a la defensa de la patria.
Articulo 2°. Para que tenga efecto lo dispuesto en el artículo anterior, todos los mexicanos contribuirán con su persona o intereses del modo más equitativo y justo según lo demandan las circunstancias de la guerra.
Articulo 3°. Supuesto que la guerra que nos hacen los norteamericanos, tiene por objeto la dominación y despojo de nuestro territorio, el cual no puede recobrarse sin la cooperación de todos los mexicanos; se declara: que todas las propiedades territoriales serán comunes a todos los ciudadanos de la República.
Articulo 4°. En consecuencia de la publicación y adoptación de este plan, en cada lugar de la república no podrán los propietarios de los mencionados terrenos exigir cantidad alguna bajo ningún motivo ni pretexto a los que hoy se conoce con el nombre de arrendatarios ni a los que en lo sucesivo quieren disfrutarlo.
Articulo 5°. El gobierno político y económico en los pueblos, continuará con arreglo a las disposiciones vigentes, emanadas del actual sistema; por consiguiente, el jefe de las fuerzas pronunciadas por el plan hará el nombramiento de los magistrados y empleados civiles que por sus respectivas constituciones se le confieren a la autoridad superior.
Articulo 6°. Durante la guerra de independencia, que desde hoy se comienza, cesan las contribuciones directas y los llamados de alcabala, así como también el estanco de tabaco, papel sellado y otros artículos, quedando vigentes cívicamente los impuestos municipales.
Todo lo que para su constancia firmaron, acordando además, se remita copia de esta acta a todas las autoridades y corporaciones de la república porque se cree necesario a fin de que cooperen al desarrollo de sus beneficios efectos, en el expresado lugar de Santo Domingo, Tantoyuca, 7 de enero de 1848. Juan N. Llorente.

## Geografía
La ciudad de Tantoyuca se localiza en el centro del municipio homónimo, en el norte de Veracruz. Se encuentra a una altura media de 167 m s. n. m. y cubre un área de 11.49 km².

### Clima
El clima predominante en la ciudad de Tantoyuca es el cálido subhúmedo con lluvias en verano. Tiene una temperatura media anual de 23.1 °C y una precipitación media anual de 1247.7 mm.
| Parámetros climáticos promedio de Tantoyuca, Veracruz | Parámetros climáticos promedio de Tantoyuca, Veracruz | Parámetros climáticos promedio de Tantoyuca, Veracruz | Parámetros climáticos promedio de Tantoyuca, Veracruz | Parámetros climáticos promedio de Tantoyuca, Veracruz | Parámetros climáticos promedio de Tantoyuca, Veracruz | Parámetros climáticos promedio de Tantoyuca, Veracruz | Parámetros climáticos promedio de Tantoyuca, Veracruz | Parámetros climáticos promedio de Tantoyuca, Veracruz | Parámetros climáticos promedio de Tantoyuca, Veracruz | Parámetros climáticos promedio de Tantoyuca, Veracruz | Parámetros climáticos promedio de Tantoyuca, Veracruz | Parámetros climáticos promedio de Tantoyuca, Veracruz | Parámetros climáticos promedio de Tantoyuca, Veracruz |
| Mes                                                   | Ene.                                                  | Feb.                                                  | Mar.                                                  | Abr.                                                  | May.                                                  | Jun.                                                  | Jul.                                                  | Ago.                                                  | Sep.                                                  | Oct.                                                  | Nov.                                                  | Dic.                                                  | Anual                                                 |
| ----------------------------------------------------- | ----------------------------------------------------- | ----------------------------------------------------- | ----------------------------------------------------- | ----------------------------------------------------- | ----------------------------------------------------- | ----------------------------------------------------- | ----------------------------------------------------- | ----------------------------------------------------- | ----------------------------------------------------- | ----------------------------------------------------- | ----------------------------------------------------- | ----------------------------------------------------- | ----------------------------------------------------- |
| Temp. máx. abs. (°C)                                  | 41.0                                                  | 36.8                                                  | 42.0                                                  | 43.1                                                  | 47.5                                                  | 41.5                                                  | 39.0                                                  | 39.5                                                  | 44.0                                                  | 41.0                                                  | 36.0                                                  | 34.0                                                  | 47.5                                                  |
| Temp. máx. media (°C)                                 | 23.5                                                  | 24.3                                                  | 27.2                                                  | 30.1                                                  | 32.0                                                  | 31.9                                                  | 31.0                                                  | 31.4                                                  | 30.4                                                  | 28.6                                                  | 25.4                                                  | 23.5                                                  | 28.3                                                  |
| Temp. media (°C)                                      | 18.1                                                  | 18.9                                                  | 21.4                                                  | 24.6                                                  | 26.6                                                  | 27.0                                                  | 26.2                                                  | 26.5                                                  | 25.4                                                  | 23.7                                                  | 20.5                                                  | 18.3                                                  | 23.1                                                  |
| Temp. mín. media (°C)                                 | 12.6                                                  | 13.5                                                  | 15.6                                                  | 19.1                                                  | 21.1                                                  | 22.0                                                  | 21.4                                                  | 21.6                                                  | 20.4                                                  | 18.8                                                  | 15.6                                                  | 13.1                                                  | 17.9                                                  |
| Temp. mín. abs. (°C)                                  | -1.0                                                  | 0.5                                                   | 2.0                                                   | 7.0                                                   | 12.5                                                  | 17.0                                                  | 12.0                                                  | 12.0                                                  | 5.0                                                   | 8.0                                                   | 4.0                                                   | 0.0                                                   | -1.0                                                  |
| Precipitación total (mm)                              | 30.3                                                  | 33.7                                                  | 23.6                                                  | 48.6                                                  | 85.0                                                  | 179.4                                                 | 176.2                                                 | 133.5                                                 | 270.4                                                 | 155.8                                                 | 73.7                                                  | 37.5                                                  | 1247.7                                                |
| Días de precipitaciones (≥ 1 mm)                      | 6.4                                                   | 6.8                                                   | 5.2                                                   | 4.6                                                   | 5.5                                                   | 9.9                                                   | 12.3                                                  | 10.9                                                  | 12.5                                                  | 8.9                                                   | 8.4                                                   | 7.1                                                   | 98.5                                                  |
| Fuente: Servicio Meteorológico Nacional.              |                                                       |                                                       |                                                       |                                                       |                                                       |                                                       |                                                       |                                                       |                                                       |                                                       |                                                       |                                                       |                                                       |

## Demografía
De acuerdo con el censo realizado en 2020 por el Instituto Nacional de Estadística y Geografía (INEGI), en Tantoyuca había un total de 33 226 habitantes, de los que 17 650 eran mujeres y 15 576, hombres.
En 2020 había un total de 11 017 viviendas, de las que 9311 se encontraban habitadas; con un promedio de ocupantes por vivienda de 3.56 y un promedio de ocupantes por habitación de 0.99 personas.

### Evolución demográfica
Durante el período 2010-2020 Tantoyuca tuvo un crecimiento poblacional del 0.82 % anual.
| Gráfica de evolución demográfica de Tantoyuca entre 1900 y 2020 |
|                                                                 |
| Fuente: Instituto Nacional de Estadística y Geografía.          |

## Educación
Las únicas escuelas oficiales fueron primero la Cantonal “Bernardo Couto” exclusivamente para varones y al término del siglo abrió sus puertas la “Leona Vicario” para niñas y como tal, tenía que ser dirigida por una dama, en el edificio donde funcionó primeramente como la única preparatoria o escuela de bachilleres que se conoció en la parte norte del Estado de Veracruz sostenida por los ganaderos por ser el sector más rico de esa época. Los profesores y profesoras tenían por obligación de, asistir a los servicios religiosos, aún en pleno siglo XX, cuando ya se tienen noticias de que los Directores de las Escuelas Oficiales, en la Cantonal “Bernardo Couto” suplió al Maestro Z. Meraz, el Profr. Librado Parra , a él se debió el primer periódico que circuló en Tantoyuca en el año de 1901 donde fueron publicadas las festividades septembrinas cuando gobernaba como jefe político Efrén M. Reyna, fecha en que se dio a conocer la elevación de la villa de Tantoyuca a la categoría de ciudad.
En el año de 1925, la escuela primaria “José María Morelos y Pavón” en la calle Libertad, donde además de impartir las clases de Gramática, Aritmética, Zoología, Botánica, Física, Química, Anatomía, Geografía, Historia de México y Universal, Geografía, Educación Moral, Inglés (optativo) y Educación Física, se leían pasajes de la Biblia del reformista Martín Lutero.
En estos planteles, no obstante haberse ordenado la aplicación del sistema fonético, solía aplicarse el arraigado Sistema Lancasteriano, en las que los alumnos más adelantados, se hacían cargo de los grupos inferiores, es decir, especie de monitores. Hasta el año de 1956, fue costumbre que, a las escuelas de la ciudad (Urbanas) los alumnos eran convocados al ingreso a clases diariamente por veinte toques que se daban en el campanario de la capilla y fueron conocidas por las famosas veintes que se oían en todo el pueblo, tanto por la mañana como por la tarde.

### Media superior
Colegio de Bachilleres del Estado de Veracruz, plantel 55.
Centro de Bachillerato Tecnológico Industrial y de Servicios, plantel 71.
Telebachillerato de Veracruz, plantel Colonia Azteca. 

### Superior
Tecnológico Nacional de México, Instituto Superior de Tantoyuca. 
Centro Veracruzano de Educación Superior, plantel Tantoyuca.
Universidad Pedagógica Veracruzana, plantel Tantoyuca.
Universidad Pedagógica Nacional, plantel Tantoyuca.
Centro de Estudios Superiores de Educación Rural "Luis Hidalgo Monroy", CESER, plantel Tantoyuca.

## Cuna del Día del Niño en México y el mundo

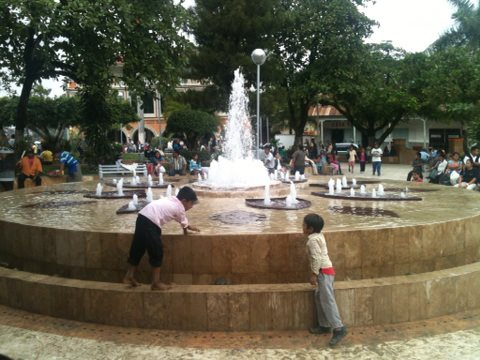
Niños en Fuente del Parque Constitución

De acuerdo a los archivos de México, consta un acta exhibida en una notaría pública en Ciudad Victoria, Tamaulipas, México, que el día del niño fue instaurado el 8 de mayo de 1916 en la ciudad de Tantoyuca, colocándolo como el primer lugar en el mundo en festejar a los infantes. Sin embargo, el 30 de abril de 1924, tras firmarse la “Declaración de Ginebra”, siendo presidente de la República Álvaro Obregón, se establece el 30 de abril como la fecha oficial para celebrar el Día del Niño en México y el 1 de noviembre a nivel internacional.
México se sumó a la Convención de Ginebra, para velar por el bienestar de la infancia, el cual se había visto vulnerado tras la Primera Guerra Mundial.
Con esta declaración también se establecieron las garantías de los niños mexicanos.
Tras la devastación el mundo reparó en los efectos negativos que tenían los conflictos bélicos en la población civil, en particular entre los niños.
Es por ello que en la Convención de Ginebra se emitió la Declaración de los Derechos de los Niños.
Hoy en día, en todo el país se organizan actividades culturales y de entretenimiento así como eventos de carácter artístico para promover el bienestar y los derechos de los niños. Las escuelas de los niveles preescolar y primaria ofrecen a sus alumnos un día lleno de actividades para conmemorar el día, tales como festivales o salidas a lugares de esparcimiento. Aun cuando es una celebración nacional no es día de asueto en el país.

## Tradiciones
Feria 
Tantoyuca, desde su origen siempre ha tenido una diversidad de productos conocidos en la actualidad tanto en el país como en el extranjero. Por la riqueza de sus suelos y consecuentemente su economía, siendo todavía cabecera de cantón y teniendo como jefe político a Crisóforo Redondo, Apolinar Castillo, cuando la capital del estado de Veracruz radicaba en Orizaba, autorizó por el Decreto 48 de fecha 18 de diciembre de 1882, la realización de la Primera Feria en la Villa de Tantoyuca. En los terrenos que actualmente ocupa, construyéndose todas las instalaciones necesarias e indispensables como: 
- El Teatro del Pueblo, que fue bautizado con el nombre de su iniciador René González Azuara por acuerdo de cabildo. En el cual se presentan artistas de talla Nacional e Internacional.
- El Kiosco, como lugar de reunión de los organizadores.
- Los establos para la exposición de toda clase de ganado.
- Los locales (stands) para la exposición de productos agrícolas, ganaderos y artesanales.-
- El Coso taurino o ruedo para la actuación de escaramuzas y ejecución de suertes de la charrería

El espacio suficiente para los juegos infantiles y diferentes vendimias acostumbradas en este tipo de eventos. La fiesta inicia entre 90 y 60 días antes con la selección de las Candidatos a Reinas, actividades de los patronatos para recolección de fondos y nombrar a la Reina. Recibe el nombre de "Feria regional agrícola, ganadera, industrial y de las artesanías", su duración es de nueve días en los que quedan comprendidos los días de la Semana Santa o Mayor a pesar las protestas de la grey católica. Su organización está bajo la responsabilidad de un Patronato y la Junta de Mejoramiento Moral, Cívico y Material que nombra cada presidente municipal durante su trienio. Participan en ella, todas las Instituciones Educativas del Municipio e invitadas de otros lugares, así como conjuntos y artistas contratados exprofeso para la diversión de todas las clases sociales locales y de la región. Es costumbre, que, con un programa especial, el viernes antes de su inicio, coronar la Reina, por la Autoridad o un representante y el sábado inicia con un desfile por las principales calles de la ciudad en el que participan la reina con su corte, carros alegóricos, comparas, etc. Dicha festividad, año por año ha ido en aumento en todos los aspectos a la concurren un aproximado de 4000 a 5000 personas diariamente, y en mayor cantidad los días de su inicio y terminación.

### Semana Santa
Aunque en un principio las diferentes organizaciones católicas, manifestaron su inconformidad, por ser la feria en los días cuando se recuerda la muerte y resurrección de Cristo, ésta conmemoración, no ha sufrido cambio alguna, desarrollándose con toda normalidad hasta culminar con la bendición de los cirios el Día de Pascua, nueve días antes, se acostumbraba el llamado paseo del JUDAS que no era más que un monigote hecho de zacate colorado vestido con su respectivo pantalón y camisa, montado en un burro, con un morral pendiendo del hombre en donde las personas les depositaban monedas, dicho personaje, el día sábado al abrirse la gloria con el repique de campanas, el famoso JUDAS era quemado frente a la iglesia, pendiendo de la rama de un pino, los niños lo presenciaban expectantes, porque al incendiarse el morral, caían las monedas que mucha algarabía las levantaban, regularmente tenían un valor de un o dos centavos, que eran las más pequeñas.
Anteriormente la comunidad católica realizaba dicha procesión hacia Cerro de la Cruz, haciendo representación de la pasión de Cristo, donde se cargaba una cruz gigante por los vecinos, con figuras religiosas, representando cada estación como lo menciona el nuevo testamento.

### Fiesta de Santiago Apóstol
El Patrono del pueblo de Tantoyuca es Santiago Apóstol y se conmemora el 25 de julio, día que, desde el año de 1557 fue entregada la capilla que lleva su nombre por los Frailes Agustinos al pueblo, para la práctica de la Religión Católica. Esta festividad inicia con las procesiones, organizadas en las comunidades rurales y urbanas a partir del día 16 de julio con la intervención de conjuntos musicales, y danzantes, para culminar con el día de mayor importancia, 25 de julio con la presentación de las Danzas de los Chules o de los Espejos y las Inditas, y la quema de juegos pirotécnicos por la noche del 24.

### Día de la Virgen de Guadalupe
El 12 de diciembre dedicado a la Guadalupana nacionalmente, en Tantoyuca tiene cierta particularidad. Como más del 90% de la población que rebasa a los 100 mil habitantes, profesa la Religión Católica para los rituales a ella, se organizan por comunidades , colonias, obreros, comerciantes, taxistas etc. para llevar a cabo las procesiones con el acompañamiento de la imagen de la Virgen de Guadalupe, Bandas de Música, las danzas de los Chules, de las Inditas y haciendo explotar cohetes obtenidos con anterioridad. Las procesiones inician a partir del día 4 de diciembre y cada vez y año por año son más atractivas demostrando la población su respeto, adoración y algarabía, para concluir el Día 12 de diciembre con la quema de juegos pirotécnicos el 11 por la noche ( El Castillo) y el Día 12 desde las 5 horas reinician el festejo con las Mañanitas y Misa respectiva, durante todo el día la presentación de todas las danzas, Banda Musical etc.

## Danza

### Danza de los viejos
Por coincidencia, los aborígenes con anterioridad al año de 1563 cuando se establecieron los Días de todos los Santos o recuerdo a las personas muertas, ejecutaban esta danza o baile en honor a los Dioses de la Agricultura por las cosechas obtenidas.
En las comunidades rurales y en otras partes de la Huasteca se le conocen con el nombre de Negros, Negritos o Cuanegros pero participan tres bailadores o danzantes que representan en algunos lugares al maíz ( el blanco), frijol ( el negro o negrito) y a la tierra ( el vestido de mujer) y en otros: al español, al mestizo y a la mujer. Solo usan máscara de madera de chaca, los representantes del maíz y el frijol; y blanco y el mestizo en ambos el tercero que representa a la tierra o a la mujer usa blusa y enaguas con rebozo que pende atado desde la cabeza cayendo por la espalda. Se hacen acompañar de dos o tres músicos que ejecutan todo tipo de sones o huapangos. 
Pero, en la ciudad, el número de danzantes o bailadores es indefinido, la mayoría enmascarados con caretas de hule y peluche, otros con antifaces; anteriormente se bailaban al ritmo del violín acompañados del tambor, jarana Jarocha a ello se le recibía el nombre de Cuadrillas eran tantas como el número de barrios con que contaba el pueblo. 
Incluso esta tradición se tiene como variantes de otras localidades, por mencionar los municipios vecinos de Tempoal, Huejutla y El Higo, en la actualidad solo danzan un sinnúmero de personas de las colonias de esta Ciudad, adaptando cada quien sus propios estilos.
A los personajes que se les daba mayor importancia eran: el Vaquero, la Santa muerte, el diablo y la mujer embarazada. 

Actualmente, como con el tiempo todo cambia, su vestir es distinto, procuran hacerlo lo mejor posible, sus bailes son sones de música casi monótona, pasos estilizados que les dan mayor vivacidad y atracción en su ejecución, mismos que se han adoptado de pueblos vecinos como Huejutla, Tempoal o el Higo. Mencionando que anteriormente la indumentaria era con materiales procedentes de animales de la region; El tigrillo, venado o jabalí. En sus inicios no se realizaban con máscaras de madera de personajes variados, como actualmente se realiza.
- Estos festejos ancestrales, fueron incluidos como costumbres mexicanas por el beato de origen español Sebastián de Aparicio  hacia el año de 1563. El origen del Xantolo es de la siguiente forma:

Las primeras ofrendas o regalos a los difuntos visitantes consistían en tamales de bergamota y atole de leche de toro, por lo que en un principio les llamaron los lugareños días de los santos atoleros, al transcurrir los años, utilizaron la palabra compuesta y les llamaron días santoleros, en los años 20 del siglo XX, como nuestra lengua cuenta con las llamadas figuras de dicción, que nos permiten aumentar o suprimir letras en las palabras, el vulgo inconscientemente utilizó un metaplasmo llamado síncopa ( suprimir letras de en medio) para quedar en Santolo y que quizá, para darle mayor realce lo pronuncian como Xantolo.
Estas festividades, dan inicio dos semanas antes con la compra de lo necesario para realizarlas; el penúltimo domingo de tianguistengo es dedicado para las personas de tod la región, lo que obtienen es todo aquello que vayan a regalar u ofrendar a los difuntos familiares, basándose en lo que en vida era de su gusto, además de las velas o veladoras en número igual que los desaparecidos, estos obsequios (frutas, pan, chocolate, juguetes, etc.) se colocan en algunos hogares sobre la tierra, en una mesa y en el arco. Los que se colocan sobre la tierra son los obsequios a los niños que no les permite alcanzarlos en la mesa, que es dedicada para los grandes.

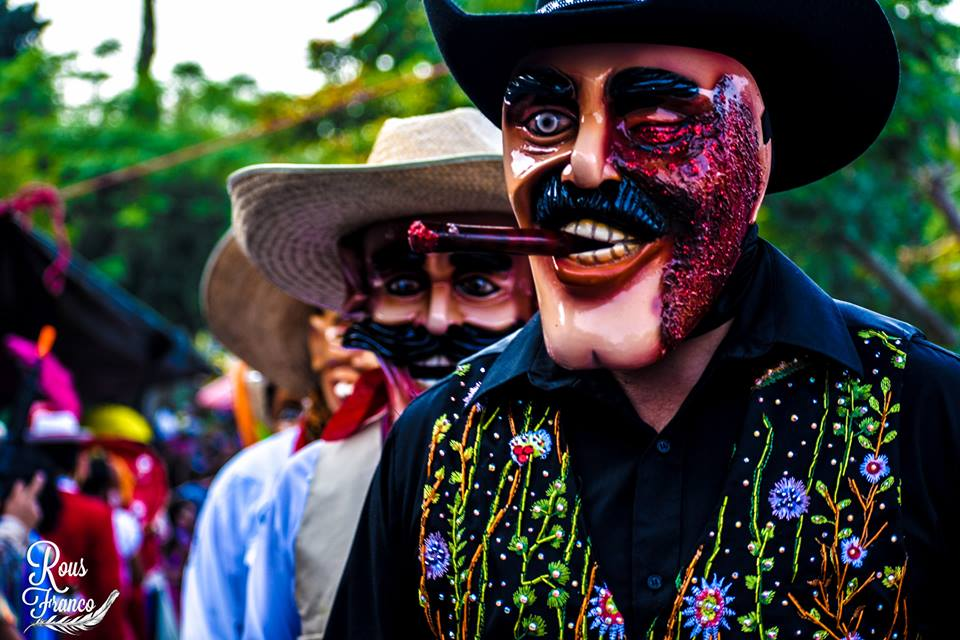
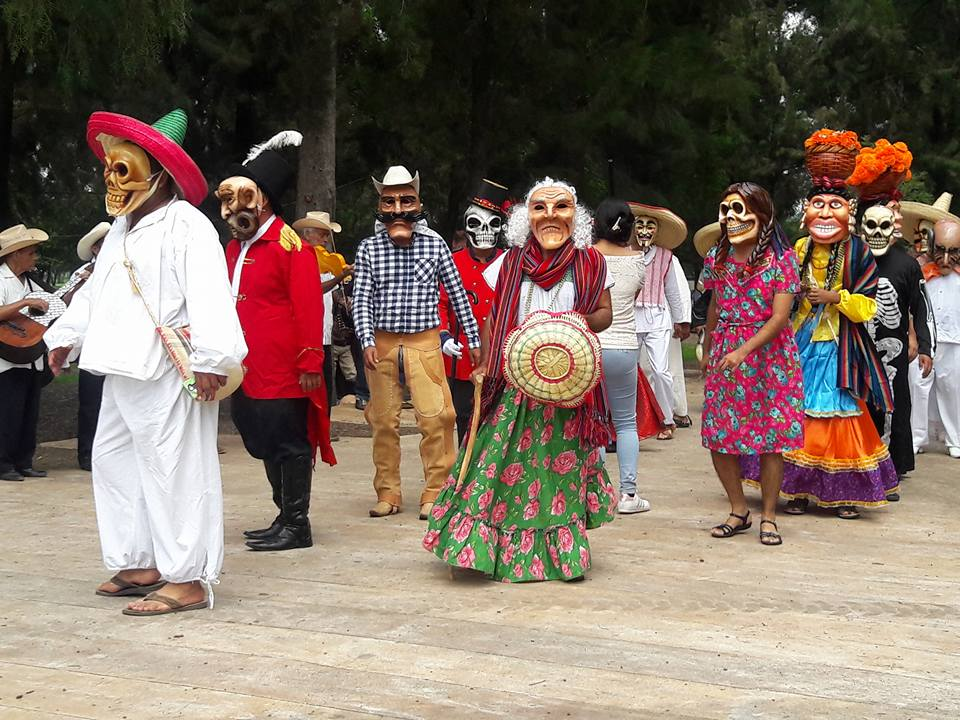

Simbolismo.- El arco, doble o sencillo hecho con varas de palo de sol, se sujetan a las patas de la mesa, se cubren con papel de China, ramas de limonaria o de iglesia, ya estando las ramas arqueadas, se fijan con tramos cortos de la misma vara en número de siete (Representando los días de la Semana) o de 9(Representando a los Satélites de la tierra) por lo que el Arco representa a la bóveda celeste y la mesa a la tierra, donde encuentran todo para comer, sin faltar el agua.-Como el arco está descansando sobre la pared, ahí se colocan los retratos de las personas muertas o imágenes que deseen. En otros hogares, suprimen los arcos y colocan un altar o sea únicamente la mesa, adornada con manteles floreados donde se coloca toda la ofrenda, pero en el fondo y al centro con algunos objetos planos forman 7 o 9 escalones, simulando los días de la semana o los satélites terrestres, donde colocan retratos de familiares muertos o imágenes. Frente a los arcos como de los altares se sitúan los copaleros para quemar el copal o incienso y troncos de matas de plátano con agujeros para la colocación de las velas. Los días consagrados estos festejos son: 31 de Octubre Día de los Chiquitos, 1 de noviembre Día de los Grandes y 2 de noviembre Día de Finados.

### Las Inditas
Esta danza no se acostumbraba en Tantoyuca, es originaria del Estado de Hidalgo, en Tantoyuca principió a presentarse en los años 80 del siglo XX, proviniendo de la comunidad Corralillo propia de los Huaxtecos Náhuatl. Se conoció en un programa de Domingos Culturales, que, como Regidor del H. Ayuntamiento presidido por el Profr. Julio Melo Sánchez, organizaba semana por semana el entusiasta y extinto Profr. Leopoldo Meráz Rivera comisionado de Deportes, Educación y Cultura.
La integran varias parejas de niñas que naturalmente proceden del medio rural y toman el nombre de la comunidad que representan, en la actualidad. También en ocasiones, participan el 25 de julio. 
Su vestuario consiste en: falda y blusa de color blanco con flores multicolores bordadas por ellas mismas, la cabeza cubierta con una pañoleta, trenzas adornadas con listones. Pendientes de fantasía, en su mano derecha una sonaja o guaje que suenan al compás de la música, zapatos preferentemente negros y un rebozo entrelazado en sus brazos con el que hacen giros al aire en señal de despedida o término del son.
Los sones que bailan son ejecutados con violín y jarana y todos dedicados a la Guadalupana.

### Danza del Tigrillo
Danza propia de Tantoyuca, lamentablemente poco a poco se va extinguiendo por lo difícil de conseguir el vestuario ( Piel de tigrillo o Gato Montés).
La danza la ejecutan una o dos personas y consiste en realizar saltos y cabriolas imitando a un tigrillo o gato en cacería para atrapar su presa, sobre el tepochnatlero.
Su vestimenta consiste en: una careta de manta que simula la cara de un gato o tigrillo, un delantal blanco ceñido a la cintura y pendiendo de las caderas la piel del tigrillo, en su mano derecha una sonaja o guaje con la que llevan el ritmo del son bailable, en su mano izquierda, una palmeta hecha de plumas de gallina y generalmente los bailadores lo hacen descalzos., produciendo un maullido en el que incoherentemente, pronunciaban la palabra “Carnac” que significa carne.
Los sones son ejecutados con instrumento llamado Teponachtle ( parte de un tronco de zapote o chijol huecos) produciendo el sonido con especie de clave del mismo material, así como una flauta de carrizo, ambos instrumentos los maneja una sola persona.
Las únicas comunidades que han con esta danza son las de: Tecomate y Mata del Tigre.

### Danza de los Espejos o Danza de los Chules
En otros lugares llamados shules, es una danza netamente huaxteca, tanto teneke como náhuatl, dedicada a la Diosa del Maíz Ixtlizanyli o Teozintli, para rogarle y agradecerle las buenas cosechas, danza que se acostumbra tanto en fiestas religiosas municipales como en las cívicas en comunidades rurales y en ocasiones en la cabecera del Municipio.
Difiere entre ténekes y náhuatl en su ejecución.-Los ténekes sus facciones son serias y de mucho respeto, mientras que en los náhuatl, ejecutan los sones con mayor vivacidad y alegría.
Como la dedican a la Diosa del Maíz, los sones llevan el nombre de los animales nocivos a la agricultura, tales como: La Ardilla, El Perico, El Quichán, El Mapache, etc.
Los danzantes son por parejas del sexo masculino y uno hace las veces de Capitán o Jefe.
Su vestimenta consiste en: pantalón azul generalmente, camisa blanca de manta, un penacho de cartón con palmillas de papel lustre, un espejo al frente (Ojo de Teozintle) del que penden por la espalda listones de colores vivos sobre un rebozo azul con puntos blancos (Túnica) sujeto a los hombros; en el frente pendiendo de la cintura, un pañuelo o paliacate de preferencia rojo (Tapalabazo); en la mano derecha una sonaja o guaje (Macana) que suenan al compás de la música y en la mano izquierda una palmeta (Escudo o Rodela) de papel lustre con mango.-Sus pies descalzos o con huaraches. Los sones, son ejecutados con violín y jarana, en algunas ocasiones agregan el requinto en ciertos lugares.

### Música
El Huapango
Se refiere a los famosos sones huaxtecos acostumbrados a ejecutarlos la mayoría de los habitantes de la Región de la Huasteca es decir en parte de los Estados de Tamaulipas, San Luis Potosí, Veracruz, Hidalgo, Puebla y Querétaro cada quien en su propio estilo, por su forma rítmica, es de suponerse que todos los sones son de origen español, para darle mayor lucimiento y escuchar su cadencioso taconeo, lo hacen sobre piso de madera al que se le llama tarima, pues la palabra HUAPANGO deriva de la lengua Nahuatl: Cuauhuinaxtle – madera Pan :lugar y el localitvo co.- Siempre lo acompañan con la famoso jarana, requinto y violín; lo atractivo, además del baile, son las famosas trovas que realizan los cantantes dedicadas a lugares, personas, etc. 
Composiciones del momento.- En el siglo pasado era costumbre, sobre todo en los ranchos , por medio de ellas, enamorar a las muchachas y darles algunos avisos sobre sus pretensiones y más cuando los padres de ellas no estaban de acuerdo con el noviazgo, estas composiciones eran más atractivas transformadas en décimas.
Los sones más conocidos e interpretados son: 
- El Caballito
- Los Panaderos
- El Caimán
- El Cielito Lindo
- La Petenera
- El Huerfanito
- Mi Huastequita

## Gastronomía
Platillos típicos de la ciudad:

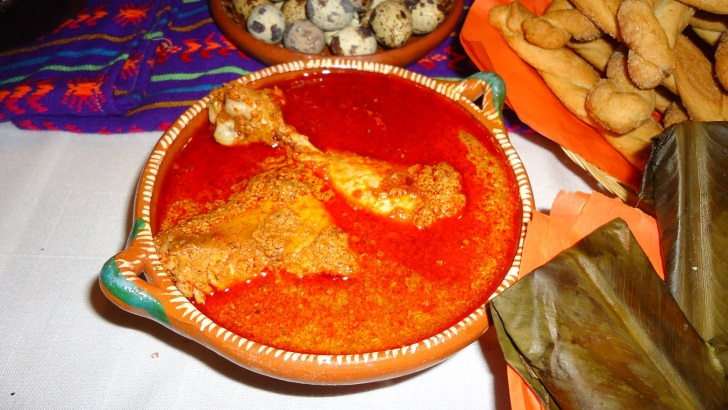
Platillo Pascal.

- Pascal (sésamo, carne guajolote o pollo y huevos hervidos)
- Palmito (tallo tierno de la palma, costilla de res, caldo con masa condimentado, tamales de palmito)

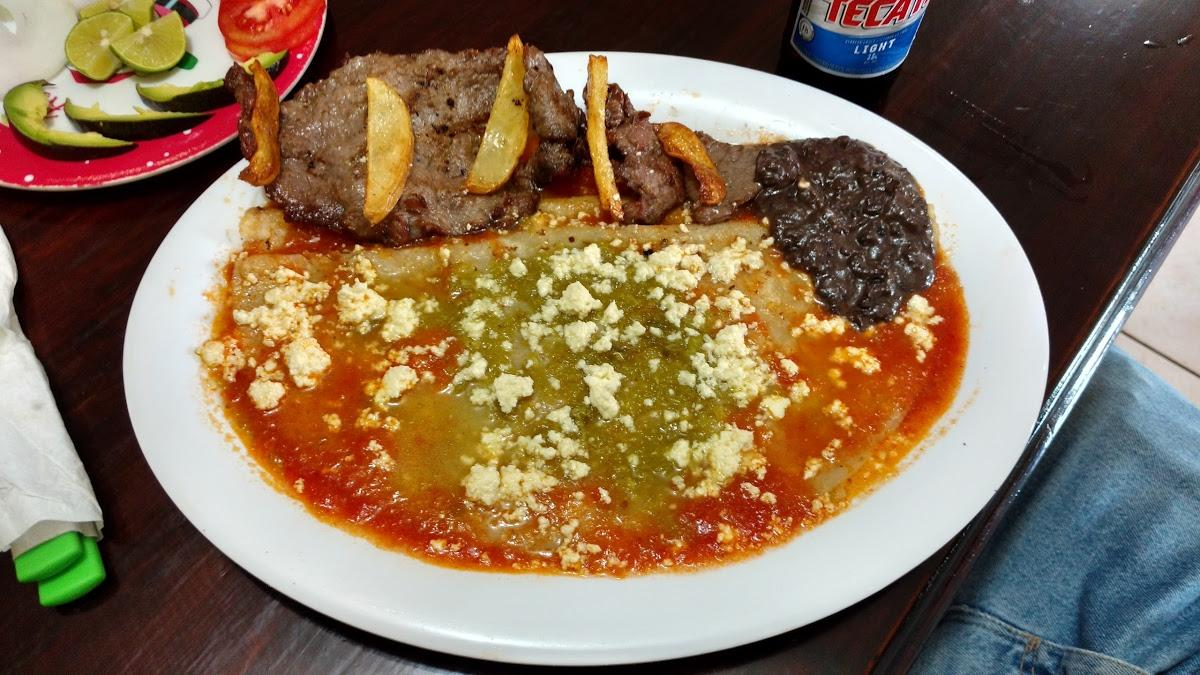
Enchiladas Típicas Con Carne de res y Frijoles

- Alfores (masa seca y piloncillo)
- Enchiladas con carne seca
- Tamales de Frijol de Castillan
- Tamales de Hueso
- Cuiches

Platillos típicos de la región:
- Zacahuil
- Bocoles
- Adobo de Puerco
- Tacos de Barbacoa (Res o Borrego)
- Tacos empapelados
- Mondongo
- Torrejas o buñuelos
- Dulce de calabaza